# Athena (série de TV)
Athena (アテナ) é uma série de televisão japonesa em live-action baseada na personagem Athena Asamiya do jogo Psycho Soldier. É estrelada pela atriz Kei Ishibashi no papel principal, sendo transmitida originalmente pela TV Tokyo de 7 de abril a 30 de junho de 1998 com 12 episódios. Uma coleção em VHS completa da série (subtitulada Awakening from the Ordinary Life) foi publicada em 6 volumes pela VAP Video. Esta série serviu também para promover o jogo da SNK de mesmo nome para o console PlayStation.

## Enredo
A história de Athena Asamiya, uma estudante do ensino médio que começou a desenvolver poderes psíquicos e outras habilidades sobrenaturais.

## Elenco
- Kei Ishibashi ... Athena Asamiya
- Yōsuke Kubozuka ... Hiroki Osawa
- Masatoshi Matsuo ... Shu
- Mitsuho Otani ... Rika Yabe
- Naomi Kusumi ... Taro Asamiya
- Daisuke Nagakura ... Wataru Kanno
- Miyamoto Taisei ... Kai Takatsugu
- Miki Jinbo ... Madoka Shiina